# Vriesea appariciana
Vriesea appariciana är en gräsväxtart som beskrevs av Edmundo Pereira och Raulino Reitz. Vriesea appariciana ingår i släktet Vriesea och familjen Bromeliaceae. Inga underarter finns listade i Catalogue of Life.